# Жената чудо: Кръвни линии
„Жената чудо: Кръвни линии“ (на английски: Wonder Woman: Bloodlines) е анимационен филм от 2019 година, фокусиран върху супергероинята Жената чудо и петнадесета част от Вселената на анимационните филми на DC и общо 38-ият филм от оригиналните анимационни филми на DC Universe. Филмът е пуснат на дигитални платформи на 5 октомври 2019 г. и 4K Ultra HD и Blu-ray на 22 октомври 2019 г.

## В България
В България филмът е излъчен по Би Ти Ви Екшън с български войсоувър дублаж на студио VMS.